# Olaus Magni Flodalin
Olaus Magni Flodalin-Olof Månsson, född december 1673 i Brunflo, död 8 september 1747 i Oviken, Jämtland, var en svensk präst.
Han var son till kyrkoherden i Berg Magnus Olai Flodalin (1644-1713) och Kerstin Jönsdotter Hofverberg (1650-1713) samt 1703 gift med
sin styvsyster Helena Hellman (1678-1744) som var dotter till landssekreteraren Daniel Olofsson Hellman (1650-1684). Paret fick sju barn där dottern Kristina Flodalin (1705-1752) gifte sig med kyrkoherden i Revsund Johan Huss och dottern Margareta Flodalin (1712-1781) gifte sig med Daniel Salin 1738 som kom att efterträda Flodalin som präst i Orviken 1748 samt dottern Helena Flodalin (1715-1778) som gifte sig 1744 med Erik Backman och efter hans död med inspektor Erik Sparrman. Han var bror till kyrkoherden i Sveg Joan Magni Flodalin. Släkten Flodalin har sitt ursprung i Ogndal Norge.
Flodalin blev student vid Uppsala universitet 1694 och prästvigdes 1697. Han var därefter sin faders adjunkt under 14 år i Berg. Han utnämndes till squadronspredikant vid Jämtlands regemente 1711 samt regementspastor där 1713. Vid sin ansökan till det lediga Rödöns pastorat 1722 framhåller han, hur han under sin tjänst på den norska expeditionen genom den svåra och alldeles odrägeliga kölden blivit så skadder till sin hälsa, att han 3 månader efter hemkomsten måste hållas vid sängen och än idag stor passion däraf hafver, dessutom genom ständigt flyttande ifrån den ena skansen till den andra samt under fälttåget till Gäfle stor möda och besvär underkastad varit,  hvaraf han finner sig än mer försvagader att längre uthärda, utan i underdånighet supplicerar om någon roligare tjänst på sin ålderdom. Han fick inte tjänsten i Rödö men med kunglig fullmakt utnämndes han den 29 januari 1732 till kyrkoherde i Ovikens församling. Han tillträdde tjänsten 1 maj samma år men installerades först 22 januari 1738 av superintenden Sternell. Flodalin förde under sin tjänstetid som kyrkoherde i Oviken ett diarium över sina   ämbetsförrättningar. De sista åren hade han till hjälppräst mågen Erik Simonsson Backman (1710-1760). Flodalins jordfästning förrättades på allhelgonadagen 1747 av prosten Nenzén i Sunne (1693-1765).